# Småfjällig trattskivling
Småfjällig trattskivling (Clitocybe squamulosa) är en svampart som först beskrevs av Christiaan Hendrik Persoon, och fick sitt nu gällande namn av Elias Fries 1821. Clitocybe squamulosa ingår i släktet Clitocybe och familjen Tricholomataceae.   Inga underarter finns listade i Catalogue of Life.
I den svenska databasen Dyntaxa används istället namnet Infundibulicybe squamulosa för samma taxon.  Arten är reproducerande i Sverige.

## Källor

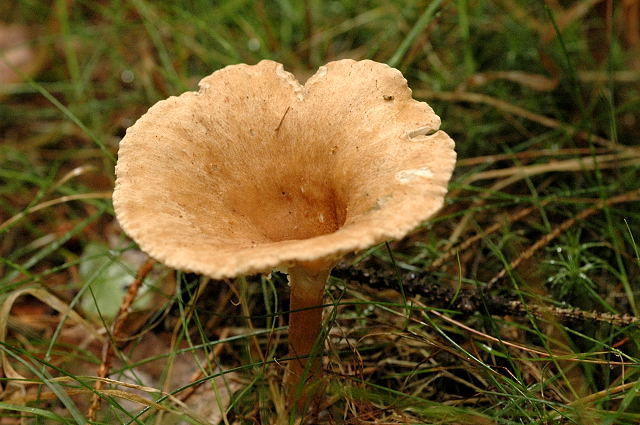
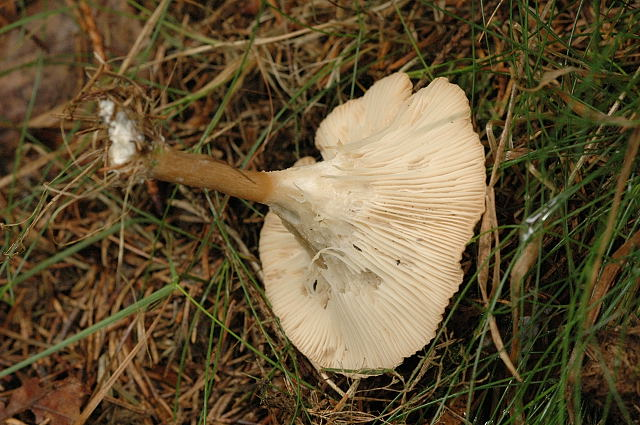
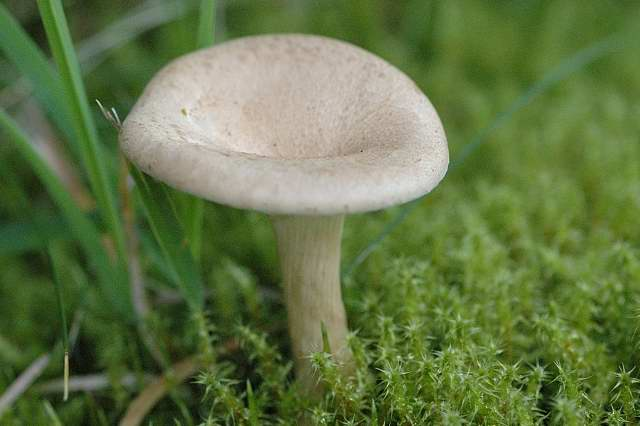
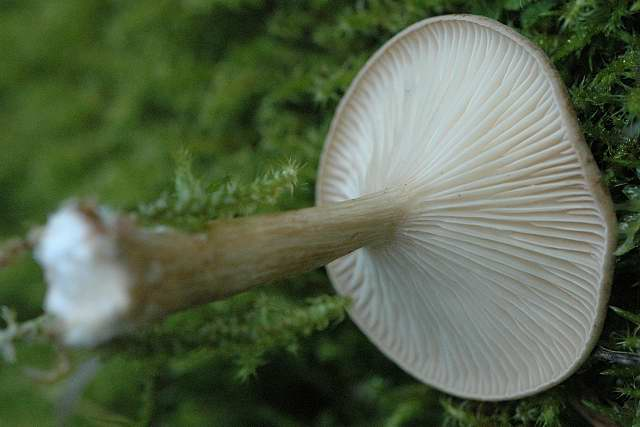